# Frenchmen Street
Frenchmen Street si trova nel quartiere di Faubourg Marigny di New Orleans, in Louisiana. La via è nota per ospitare alcuni dei locali più famosi della città, tra cui lo Snug Harbor, Spotted Cat e la Maison, oltre a numerosi ristoranti, bar, librerie, caffetterie ed altre attività.